# Filles armées

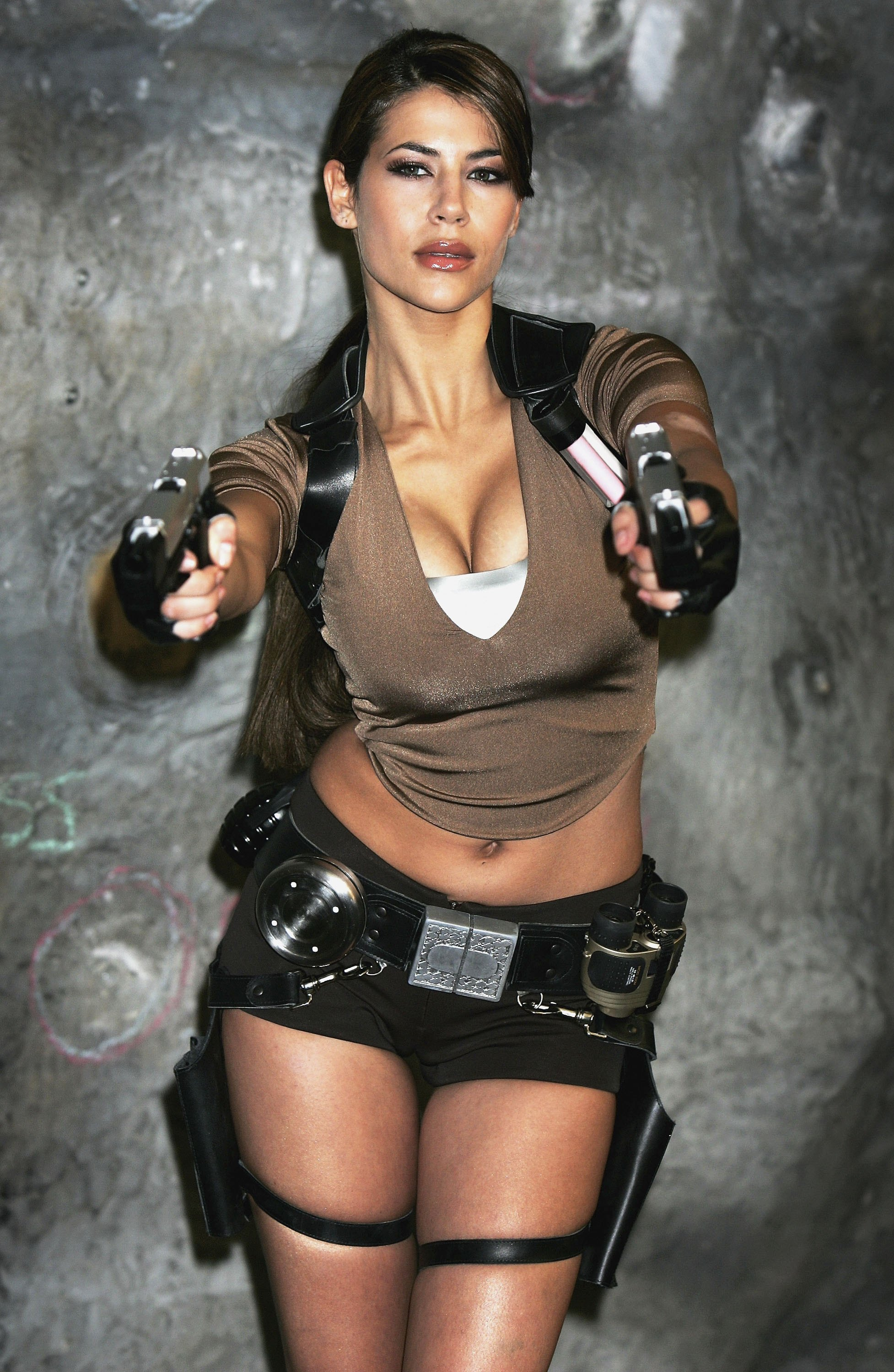
Le personnage de Lara Croft, célèbre fille armée du divertissement, représentée ici par le mannequin officiel Karima Adebibe.

Les filles armées (en anglais : girls with guns) sont un sous-genre de films d'action et d'animation qui mettent en scène une protagoniste féminine engagée dans des fusillades. Le genre implique généralement des jeux d'armes, des cascades et des arts martiaux.

## Cinéma
Le film hongkongais Le Sens du devoir 2 (1985), réalisé par Corey Yuen, et mettant en scène les actrices Michelle Yeoh, ex-Miss Malaisie, et Cynthia Rothrock, championne du monde d'arts martiaux, a été décrit en 2013 par Lisa Funnel comme le premier film « filles armées » (girls with guns). D'autres films de ce sous-genre ont été produits jusqu'en 1994, avec notamment Yukari Ōshima et Cynthia Khan. Au début des années 2000, des films s'inscrivant dans ce que l'on a appelé un cycle de « revirement de filles armées » (girls with guns revival) ont été produits. Il s'agit notamment de Martial Angels (2001), The Wesley's Mysterious File (2002) et So Close (2002).
L'article intitulé "Girls With Guns: 8 Notable Female Gunslingers in American Cinema" (« Filles armées : 8 flingueurs notables du cinéma américain »), présenté sur Newsmax, répertorie 8 protagonistes féminines basées sur IMFDb, mettant en avant des noms comme Angelina Jolie, Lucy Liu et Sigourney Weaver.

## Anime
Le sous-genre « filles armées » s'est également répandu dans le domaine de l'animation. Parmi les exemples, citons Black Lagoon, Bubblegum Crisis, Dan et Danny,, Gunsmith Cats, Gunslinger Girl, Lycoris Recoil, Noir, Madlax, et El Cazador. D'autres exemples d'anime de « filles armées » sont Ghost in the Shell de Masamune Shirow et Mamoru Oshii et son adaptation télévisée Ghost in the Shell: Stand Alone Complex de Masamune Shirow et Mamu Oshii, ainsi que les œuvres de Yasuomi Umetsu Kite, Mezzo Forte, Mezzo DSA, et Kite: Liberator.

## Série
En 2017, l'actrice Denise Richards a joué dans la série A Girl is a Gun (littéralement « Une fille est une arme »), qui est une série de vengeance dans le style des années 1970 et dans la tradition grindhouse.